# The Punk and the Godfather
The Punk and the Godfather ist ein Lied der britischen Rockband The Who. Das von Pete Townshend geschriebene Musikstück wurde am 19. Oktober 1973 auf dem Album Quadrophenia veröffentlicht.

## Entstehung
Das Stück wurde am 18. November 1972 in den Ramport Studios aufgenommen. Während es bei der Aufnahme der Single The Real Me im Oktober 1972 noch keine Vorstellungen von einem neuen Album gab, hatte Townshend bei der Aufnahme von The Punk and the Godfather im darauf folgenden Monat bereits klare Vorstellungen für Quadrophenia.

## Text
Das Lied handelt vom jungen Mod Jimmy, dem Protagonisten der Rockoper Quadrophenia.

“If it was never revealed that Jimmy was once a frustrated musician I realised that, once this song was written, it didn’t matter. What matters is that he looked up to his hereos in The Who, young men critically a few years older than he, and felt let down by what they’d become, and what they had allowed to happen to their music. I quoted my own song ‘My Generation’ as an example of the promise that Jimmy felt had been broken.”

„Obwohl nicht gezeigt wurde, dass Jimmy einst ein frustrierter Musiker war, begriff ich, nachdem ich das Lied geschrieben hatte, dass das nicht wichtig war. Worauf es ankommt, ist, dass er zu seinen Helden in der Gruppe The Who aufblickte, junge Männer, ein paar entscheidende Jahre älter als er, und dass er sich von ihnen im Stich gelassen fühlte, durch das was aus ihnen geworden war und wie sie ihre Musik verraten hatten. Ich zitierte mein eigenes Lied ‚My Generation‘ als Beispiel für das Versprechen, von dem Jimmy glaubte, es sei gebrochen worden.“